# Порту-ди-Мош
Порту-ди-Мош (порт.  Porto de Mós; ['poɾtu dɨ mɔʃ]) — посёлок городского типа в Португалии, центр одноимённого муниципалитета в составе округа Лейрия . Численность населения — 6,2 тыс. жителей (посёлок), 26,8 тыс. жителей (муниципалитет). Посёлок и муниципалитет входит в экономико-статистический регион Центр и субрегион Пиньял-Литорал. По старому административному делению входил в провинцию Эштремадура.
Покровителем посёлка считается Апостол Пётр (порт. São Pedro).
Праздник посёлка — 29 июня.

## Расположение
Посёлок расположен в 16 км южнее адм. центра округа города Лейрия.
Муниципалитет граничит:
- на севере — муниципалитеты Лейрия, Баталья
- на востоке — муниципалитет Алканена
- на юге — муниципалитеты Сантарен, Риу-Майор
- на западе — муниципалитет Алкобаса

## Население
| Население муниципалитета Порту-де-Мош (1801—2004) | Население муниципалитета Порту-де-Мош (1801—2004) | Население муниципалитета Порту-де-Мош (1801—2004) | Население муниципалитета Порту-де-Мош (1801—2004) | Население муниципалитета Порту-де-Мош (1801—2004) | Население муниципалитета Порту-де-Мош (1801—2004) | Население муниципалитета Порту-де-Мош (1801—2004) | Население муниципалитета Порту-де-Мош (1801—2004) | Население муниципалитета Порту-де-Мош (1801—2004) |
| ------------------------------------------------- | ------------------------------------------------- | ------------------------------------------------- | ------------------------------------------------- | ------------------------------------------------- | ------------------------------------------------- | ------------------------------------------------- | ------------------------------------------------- | ------------------------------------------------- |
| 1801                                              | 1849                                              | 1900                                              | 1930                                              | 1960                                              | 1981                                              | 1991                                              | 2001                                              | 2004                                              |
| 10 742                                            | 9801                                              | 12 554                                            | 16 296                                            | 21 220                                            | 21 700                                            | 23 343                                            | 24 271                                            | 24 775                                            |

## История
Посёлок основан в 1305 году.

## Районы
В муниципалитет входят следующие районы:
1. Алкария
2. Алкейдан-да-Серра
3. Алвадуш
4. Арримал
5. Калвария-де-Сима
6. Жункал
7. Мендига
8. Мира-де-Айре
9. Педрейраш
10. Серру-Вентозу
11. Сан-Бенту
12. Сан-Жуан-Батишта
13. Сан-Педру